# كاينيتو
الكاينيتو (الاسم العلمي: Chrysophyllum cainito) هي شجرة استوائية يتبع الفصيلة السبوتية. موطنها الأصلي هو برزخ بنما، حيث دُجّنت فيها. وقد انتشرت إلى جزر الأنتيل الكبرى وجزر الهند الغربية وتزرع الآن في جميع أنحاء المناطق الاستوائية، بما في ذلك جنوب شرق آسيا. تنمو بسرعة وتصل ارتفاعها إلى 20 مترًا.

## الاسم
الفاكهة لها أسماء عديدة. من المحتمل أن الأسماء الشائعة كاينيتو (cainito) وكايميتو (caimito) تأتي من الكلمات المَايَوِيَّة: cab التي تعني "عصير"، وim التي تعني "ثدي"، و vitis التي تعني "عصارة"، عبر الإسبانية. ويطلق عليه أيضًا تفاح القطران، والتفاح النجمي، والتفاح النجمي الأرجواني، وشجرة الأوراق الذهبية، وأبيابا (Abiaba)، وتفاح اللبن (مترجمة حرفيًّا عن الفرنسية Pomme de lait)، وفاكهة اللبن، والأغواي (Aguay). هذا النبات معروف أيضًا بالمرادف Achras cainito.

## الوصف

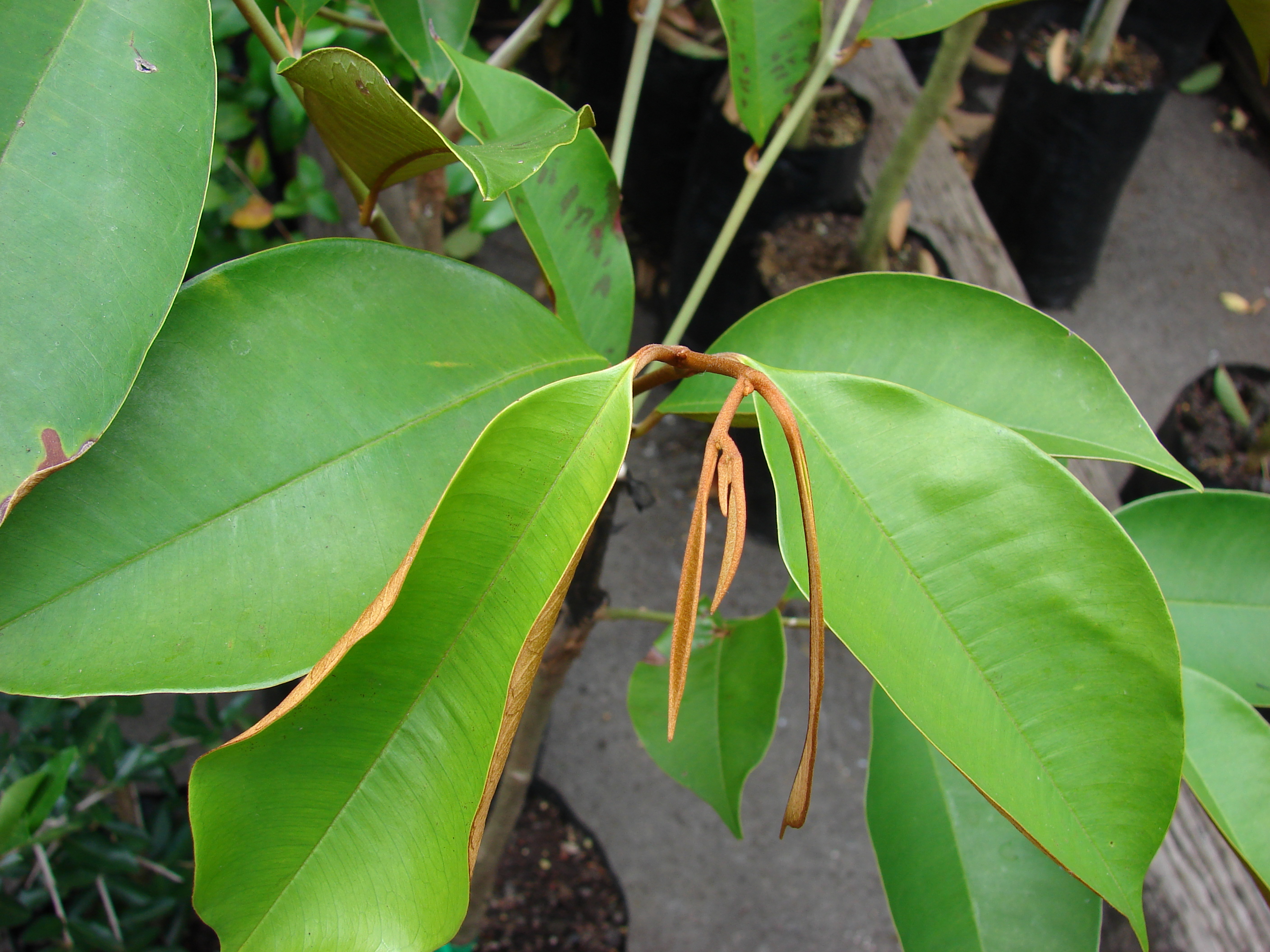
أوراق

الأوراق دائمة الخضرة، ومتناوبة، وبيضاوية بسيطة، وكاملة، وطولها 5-15 سم؛ وتبرق الجوانب السفلية باللون الذهبي عند رؤيتها من مسافة بعيدة. الزهور الصغيرة بيضاء أرجوانية ولها رائحة عطرة حلوة. الشجرة أيضًا ذاتية الخصوبة. تنتج رائحة قوية.

### ثمرة

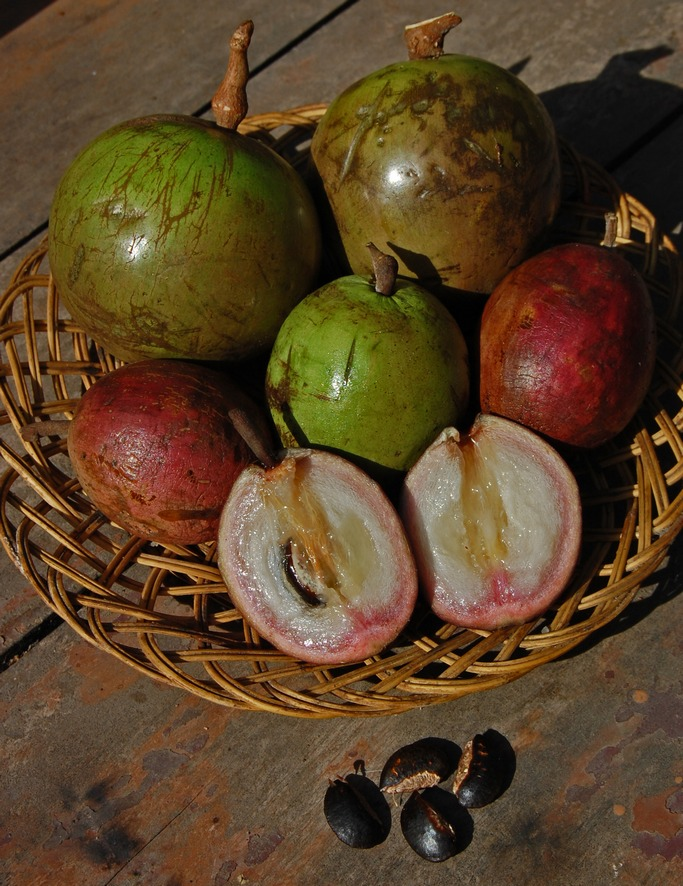
ثمرات الشجر، وعادة ما تكون أرجوانية، وتتوفر أيضًا باللون الأخضر أو الأحمر

الثمرة كروية الشكل ويبلغ قطرها عادة من 2 إلى 3 بوصات. عندما تنضج، عادة ما يكون لها قشرة خارجية أرجوانية مع ظهور منطقة خضراء باهتة حول الكأس. يظهر نمط النجمة المشعة في اللب. تتوفر في بعض الأحيان ضروب مستنبتة ذات لون أبيض مخضر وأصفر الثمار. القشرة غنية باللثى، وهو غير صالح للأكل. البذور المفلطحة بُنّيّة فاتحة وصلبة. وهي شجرة موسمية مثمرة.[بحاجة لمصدر]
تُستخدم الفاكهة تحليةً طازجة؛ إنها حلوة وغالبًا ما تُقدّم مبردةً. وتوجد الثمرة أيضًا بثلاثة ألوان هي الأرجواني الداكن والبني المخضر والأصفر. تحتوي الفاكهة الأرجوانية على قشرة وبنية كثيفتين جدًّا بينما تحتوي الفاكهة ذات اللون البني المخضر على قشرة رقيقة ولب سائل جدًّا. الضرب الأصفر أقل شيوعًا.[بحاجة لمصدر]
تُزرع عدد من الأنواع ذات الصلة، والتي تسمى أيضًا التفاح النجمي، في إفريقيا بما في ذلك الغامبييا البيضاء [الإنجليزية] (شجرة الفاكهة النجمية البيضاء) و الغامبييا الإفريقية [الإنجليزية].

## معرض الصور

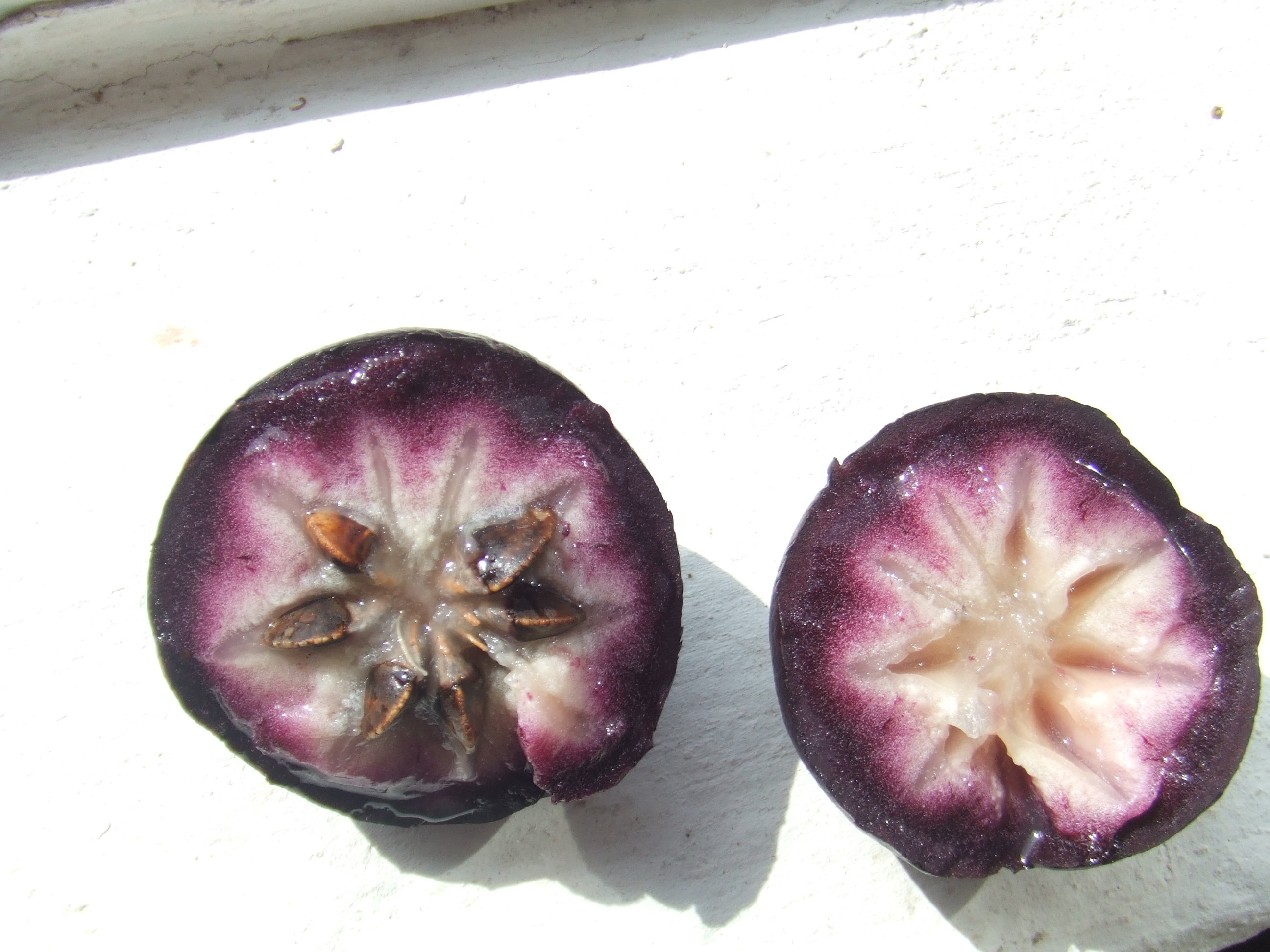
ثمرة كاينيتو مقطعة إلى نصفين
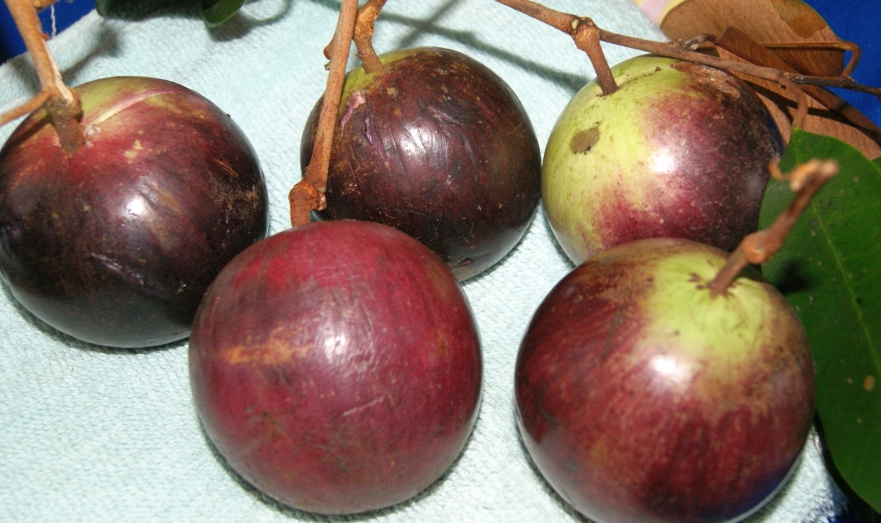
فواكه كاينيتو مقطوفة حديثًا